# Kristus i Getsemane (Mantegna)
Kristus i Getsemane är en temperamålning av den italienske renässanskonstnären Andrea Mantegna. Den målades 1455–1456 ingår sedan 1894 i National Gallerys samlingar i London. Han målade även en kopia 1457–1459 som är utställd på Musée des beaux-arts de Tours i Tours.

## Motiv
Motivet visar en scen ur passionshistorien i Nya testamentet som nämns i Matteus- (26:36–47), Markus- (14:32–43) och Lukasevangelierna (22:39–47). Efter den sista måltiden begav sig Jesus med lärjungarna Petrus, Jakob och Johannes till Getsemane för att bedja. Han hade svår ångest på grund av kampen mellan sin mänskliga svaghet och den gudomliga förtröstan på att han skulle uppstå. Han sade till lärjungarna: "Min själ är bedrövad ända till döds. Stanna här och vaka över mig". Tre gånger gick han en bit ifrån dem och föll ner på marken för att be till sin fader om att få slippa denna stund. Tre gånger återvände han till lärjungarna; alla gånger hade de fallit i sömn. Sista gången, efter att en ängel uppenbarat sig på himlen och givit honom kraft, sade Jesus: "Ja, ni sover och vilar er. Men nu är stunden här då Människosonen skall överlämnas i syndarnas händer. Stig upp, låt oss gå. Här kommer han som skall förråda mig." I bakgrunden syns en grupp soldater, anförda av förrädaren Judas, närma sig för att gripa Jesus. Staden i bakgrunden är Jerusalem. 

## Första versionen
Mantegna hade sannolikt som en förebild en teckning av Jacopo Bellini. Han inspirerade i sin tur sin jämngamla svåger Giovanni Bellini som 1458–1460 målade en liknande tavla med samma namn och motiv (även den är utställd på National Gallery). Båda målarna har förlagt scenen till ett ödsligt klipplandskap och skildrar den bedjande Jesus till hälften bortvänd, isolerad på sin klippavsats, barfota och sårbar. Han är helt upptagen av samtalet med sin fader och tanken på sitt kommande öde. I båda målningarna ser vi soldater som närmar sig för att gripa Jesus. Men det finns skillnader i stämningen mellan de båda verken där Mantegnas värld är hårdare och mer konfrontativ, skarpare klippformationer, mörkare färgnyanser och en svart korp i trädet som symboliserar Jesus förestående död. Ett annat exempel på att Mantegna och Bellini inspirerade varandra att måla samma motiv är Jesu frambärande i templet.

## Andra versionen
Mantegna återkom till samma motiv 1457–1459 i en målning som utgjorde den vänstra predellan i en altartavla i Basilica di San Zeno, huvudkyrkan i Verona. Under Napoleonkrigen tog fransmännen altartavlan som krigsbyte. Idag är tavlan utställd på Musée des beaux-arts i Tours. Några av målningarna i altartavlan i Basilica di San Zeno har återlämnats, medan Kristus i Getsemane har ersatts av en kopia.  